# Eredivisie 1979-80
La Eredivisie 1979-80 fue la 24.ª temporada de la liga de máximo nivel en los Países Bajos. Ajax ganó su 11.ª Eredivisie y su 19.° título de campeón de los Países Bajos.

## Tabla de posiciones
| Pos | Equipo           | PJ | PG | PE | PP | GF | GC | Pts | DG  | Notas                         |
| --- | ---------------- | -- | -- | -- | -- | -- | -- | --- | --- | ----------------------------- |
| 1   | AFC Ajax         | 34 | 22 | 6  | 6  | 77 | 41 | 50  | +36 | Copa de Europa.               |
| 2   | AZ '67           | 34 | 20 | 7  | 7  | 77 | 36 | 47  | +41 | Copa de la UEFA.              |
| 3   | PSV Eindhoven    | 34 | 18 | 8  | 8  | 66 | 37 | 44  | +29 | Copa de la UEFA.              |
| 4   | Feyenoord        | 34 | 15 | 13 | 6  | 58 | 36 | 43  | +22 | Recopa de Europa.             |
| 5   | FC Utrecht       | 34 | 14 | 11 | 9  | 49 | 35 | 39  | +14 | Copa de la UEFA.              |
| 6   | FC Twente        | 34 | 16 | 7  | 11 | 49 | 41 | 39  | +8  | Copa de la UEFA.              |
| 7   | Roda JC          | 34 | 14 | 8  | 12 | 51 | 49 | 36  | +2  |                               |
| 8   | Willem II        | 34 | 11 | 12 | 11 | 43 | 63 | 34  | -20 |                               |
| 9   | SBV Excelsior    | 34 | 10 | 11 | 13 | 56 | 60 | 31  | -4  |                               |
| 10  | FC Den Haag      | 34 | 11 | 9  | 14 | 38 | 43 | 31  | -5  |                               |
| 11  | MVV Maastricht   | 34 | 10 | 11 | 13 | 46 | 53 | 31  | -7  |                               |
| 12  | Go Ahead Eagles  | 34 | 12 | 6  | 16 | 51 | 52 | 30  | -1  |                               |
| 13  | Sparta Rotterdam | 34 | 10 | 7  | 17 | 45 | 55 | 27  | -10 |                               |
| 14  | PEC Zwolle       | 34 | 9  | 9  | 16 | 36 | 47 | 27  | -11 |                               |
| 15  | NEC              | 34 | 11 | 5  | 18 | 33 | 50 | 27  | -17 |                               |
| 16  | NAC              | 34 | 10 | 7  | 17 | 35 | 59 | 27  | -24 |                               |
| 17  | Vitesse          | 34 | 6  | 13 | 15 | 35 | 59 | 25  | -24 | Descenso a la Eerste Divisie. |
| 18  | HFC Haarlem      | 34 | 7  | 10 | 17 | 38 | 67 | 24  | -29 | Descenso a la Eerste Divisie. |

PJ = Partidos jugados; PG = Partidos ganados; PE = Partidos empatados; PP = Partidos perdidos; GF = Goles a favor; GC = Goles en contra; Pts = Puntos; DG = Diferencia de goles